# Mâinile pictorului
Mâinile pictorului este un film românesc din 1967 regizat de Nina Behar.